# Polyband Medien
polyband Medien GmbH ist ein deutsches Filmvertriebsunternehmen und eine Tochterfirma der Splendid Medien AG. Die Firma erwirbt Filmlizenzen und verwertet diese über die komplette Film-Wertschöpfungskette. Dazu gehören Kinovertrieb, Verleih, Blu-Ray Vertrieb, VoD, Pay-TV sowie Free-TV-Vertrieb.
Im April 2020 gründete polyband das Film-Label polyband Mind & Spirit, das sich mit den Themen Bewusstsein und Nachhaltigkeit beschäftigt.

## Filmografie (Auswahl)
- 1963–: Doctor Who (Klassische Serie: einige; Neue Serie: ab Staffel 3)
- 2006–2011: Torchwood
- 2008: Planet Erde
- 2009: Home
- 2009: Das Wunder Leben
- 2009–2013: Misfits
- 2009–2011: Primeval – Rückkehr der Urzeitmonster
- 2010–: Sherlock
- 2012–2013: Copper – Justice is brutal
- 2013–2017: Orphan Black
- 2013–2014: Utopia
- 2014-: The Last Ship
- 2014-: Gomorrha
- 2015: Halo: Nightfall
- 2015-: Narcos
- 2016–: Wolf Creek
- 2016: 1993 – Jede Revolution hat ihren Preis
- 2016–2018: Marseille
- 2018–: Pokémon – Die Serie